# Du sollst nicht richten
Du sollst nicht richten ist ein deutsches Stummfilmdrama aus dem Jahre 1916 von Paul von Woringen mit Friedrich Feher in einer Doppelrolle und Eva Speyer in der weiblichen Hauptrolle.

## Handlung
Die Brasilianerin Felicita del Costa ist eine junge Waise, um die sich das ältere Pfarrerehepaar Belt liebevoll kümmert. Gleich zwei Männer zeigen Interesse an der jungen Frau: Da ist einmal der benachbarte Gutsbesitzer, ein gutsituierter, aber schon etwas älterer Herr, und auf der anderen Seite der auf Besuch bei den Belts weilende amerikanische Plantagenbesitzer Antonio Pereira. Felicita findet Gefallen an dem schmucken, jungen Mann aus Übersee, der ihre Gefühle erwidert. Er will ihr ein Jahr Bedenkzeit geben, dann, so Antonio, wolle er zurückkommen und, wenn sie denn einwillige, sie zu seiner Frau nehmen.
Ein Jahr ist vergangen, und als Antonio Pereira ins Haus des Pfarrers zurückkehrt, muss er Schreckliches erfahren. Terbet hat sich einfach das genommen, was er haben wollte, und Felicita offensichtlich vergewaltigt. Doch trotz dieser Schande steht Antonio zu seinem Wort und bittet um Felicitas Hand. Pfarrer Belt führt bei den beiden die Trauung unter freiem Himmel durch. Ehe er mit seiner Gattin augenblicklich in seine Heimat zurückkehrt, verfasst er noch kurz ein paar Zeilen, die der Pfarrer dem amoralischen Unhold Terbet zustecken möge. Im Briefchen steht: „An dieser Tat sollst du und dein Stamm zugrunde gehen.“ Diese Zeilen sind wie ein angekündigter Fluch.
Zwanzig Jahre sind seitdem vergangen, und Felicita und Antonio haben eine glückliche Ehe geführt. Dennoch konnte Felicita die schreckliche Erinnerung an die Gewalttat Terbets nicht vergessen und ist daran schließlich zugrunde gegangen. Sie lässt einen zu Tode betrübten Antonio und einen gemeinsamen Sohn namens Miguel zurück. Antonio nimmt Miguel am Grabe der geliebten Frau den Schwur ab, die ihr angetane Tat eines Tages zu rächen. Auch in Felicitas alter Heimat hat sich einiges geändert. Der alte Pfarrer lebt nicht mehr und ließ seine Frau und beider Tochter Sophie zurück. Max von Terbet hat sich in die junge Frau verliebt und bittet seinen Onkel, die Zustimmung zur Eheschließung zu geben. Der böse Alte aber stellt sich quer und sagt nein. Kurz darauf taucht Miguel auf den Stufen des Terbetschen Gutshofes auf, um vom grimmigen Alten endlich Rechenschaft zu fordern. Am nächsten Tage ist der alte Gutsherr tot. 
Zwar wird ein Selbstmord vermutet, doch berichtet der Diener Terbets davon, dass er am Tag zuvor Stimmen aus Terbets Dienstzimmer gehört habe, ihn also ein Fremder besucht haben müsse. Daraufhin schaltet Max von Terbet einen Privatdetektiv ein, um diesen Dingen auf den Grund zu gehen. Miguel, der sich auch weiterhin an den an Felicitas Grab abgegebenen Schwur gebunden fühlt, schleicht des Nachts zum Terbetschen Anwesen zurück und gibt einen Schuss in Maxens Zimmer ab, um seinem Schwur, alle Terbets für die einst begangene Schandtat bluten zu lassen, Genüge zu leisten. Max entgeht dem Anschlag im Dunkel, da er sich zu diesem Zeitpunkt mit dem Detektiv in dessen Zimmer auf dem Landgut besprach. Als beide Männer in Maxens Zimmer zurückeilen, finden sie eine Kugel, die in der Rückwand von Maxens Bett steckt.
Wenige Tage darauf findet eine Festivität im Haus des brasilianischen Konsuls statt. Dort erfährt Max, dass vor langer Zeit Antonio eine Brasilianerin namens Felicita geheiratet habe und man in die Heimat des Gatten gereist sei. Max, der eifrig nach einem Grund für des Onkels mortalem Abgang sucht, findet schließlich Antonios gedankenschweren Zeilenfluch, den er einst via Pfarrer Belt dem alten Terbet hatte zukommen lassen. Max ahnt, wie groß die Schuld des Onkels gewesen sein muss und eilt zu Miguel, um diesen um Verzeihung zu bitten. Doch Miguel reagiert kühl und bietet Max an, dass man die Schandtat im ehrlichen Zweikampf zwischen den beiden sühnen möge, denn nur so könne der Gerechtigkeit Genüge geleistet werden. Selbst Sophies Bitten um das Leben ihres Liebsten trifft bei Miguel auf taube Ohren.
Da greift im letzten Moment die weise Witwe Belt ein, und Miguel glaubt für einen kurzen Moment, in ihr die eigene Mutter wieder zu sehen. Sie streckt die Hände nach ihm aus, und Miguel meint aus dem Munde seiner Mutter die Worte „Du sollst nicht richten“ zu hören. Miguel erfährt wie im Fluge eine wundersame Heilung, und all sein Hass und seine Rachlust sind mit einem Wimpernschlag verflogen. Als er, ohne seinen Schwur vollendet zu haben, in die Heimat zurückkehrt, ist in der Zwischenzeit sein Vater gestorben. In den Bergen, wo man Antonio Pereira beerdigt hat, steht er an dessen Grab, sinkt nieder und fleht „Vater vergib!“.

## Produktionsnotizen
Du sollst nicht richten entstand im Frühjahr 1916 im Mutoskop-Atelier in Berlin-Lankwitz, passierte im Juni 1916 die Filmzensur und wurde vermutlich wenig später uraufgeführt. Der Film besaß rund 1200 Meter Länge, verteilt auf ein Präludium und drei Akte.

## Kritik
„Ein erstklassiges, stark dramatisches Bild, das sich durch eine unvergleichlich schöne Inszenierung und brillante Darstellung weit über das Niveau des Alltäglichen erhebt. (…) Fritz Fehér entledigt sich seiner schwierigen Aufgabe in ganz hervorragender Weise.“